# Adrián Chovan
Adrián Chovan (ur. 8 października 1995 w Partizánskem) – słowacki piłkarz, grający na pozycji bramkarza, od 2024 w polskim klubie Bruk-Bet Termalica Nieciecza. W swojej karierze grał także w AS Trenčín, AFC Nové Mesto nad Váhom, ViOn Zlaté Moravce czy Slovan Bratysława. Były młodzieżowy reprezentant Słowacji, uczestnik Euro U-21 2017 rozgrywanego w Polsce.

## Sukcesy

### Klubowe
AS Trenčín
- Mistrzostwo Słowacji: 2015/2016
- Zdobywca Pucharu Słowacji: 2015/2016

Slovan Bratysława
- Mistrzostwo Słowacji: 2021/2022